# Flèche wallonne 2016
Cet article traite uniquement de la compétition masculine. Pour les résultats de la compétition féminine, voir Flèche wallonne féminine 2016.
La 80e édition de la Flèche wallonne a eu lieu le 20 avril 2016. C'est la douzième épreuve de l'UCI World Tour 2016.
L'épreuve a été remportée lors d'un sprint à trois coureurs par l'Espagnol Alejandro Valverde (Movistar) devant deux coureurs de la même équipe, respectivement le Français Julian Alaphilippe et l'Irlandais Daniel Martin (Etixx-Quick Step). Avec ce quatrième succès, Valverde devient le coureur à obtenir le plus de victoires sur cette classique.

## Présentation
Il s'agit de la deuxième des trois classiques ardennaises, après l'Amstel Gold Race et avant Liège-Bastogne-Liège. La course a lieu sur un parcours vallonné de 196 km, avec un départ à Marche-en-Famenne et une arrivée à Huy. L'aspect clé de la Flèche wallonne est la montée du Mur de Huy, qui est franchi trois fois durant la course. La ligne d'arrivée est située au sommet de la montée finale de cette côte. La course convient généralement aux puncheurs et aux grimpeurs.

### Parcours
- Vue d'ensemble   - Circuit principal
  - Grand circuit, parcouru une fois
  - Petit circuit, parcouru une fois
- Circuits   - Circuit principal
  - Grand circuit, parcouru une fois
  - Petit circuit, parcouru une fois

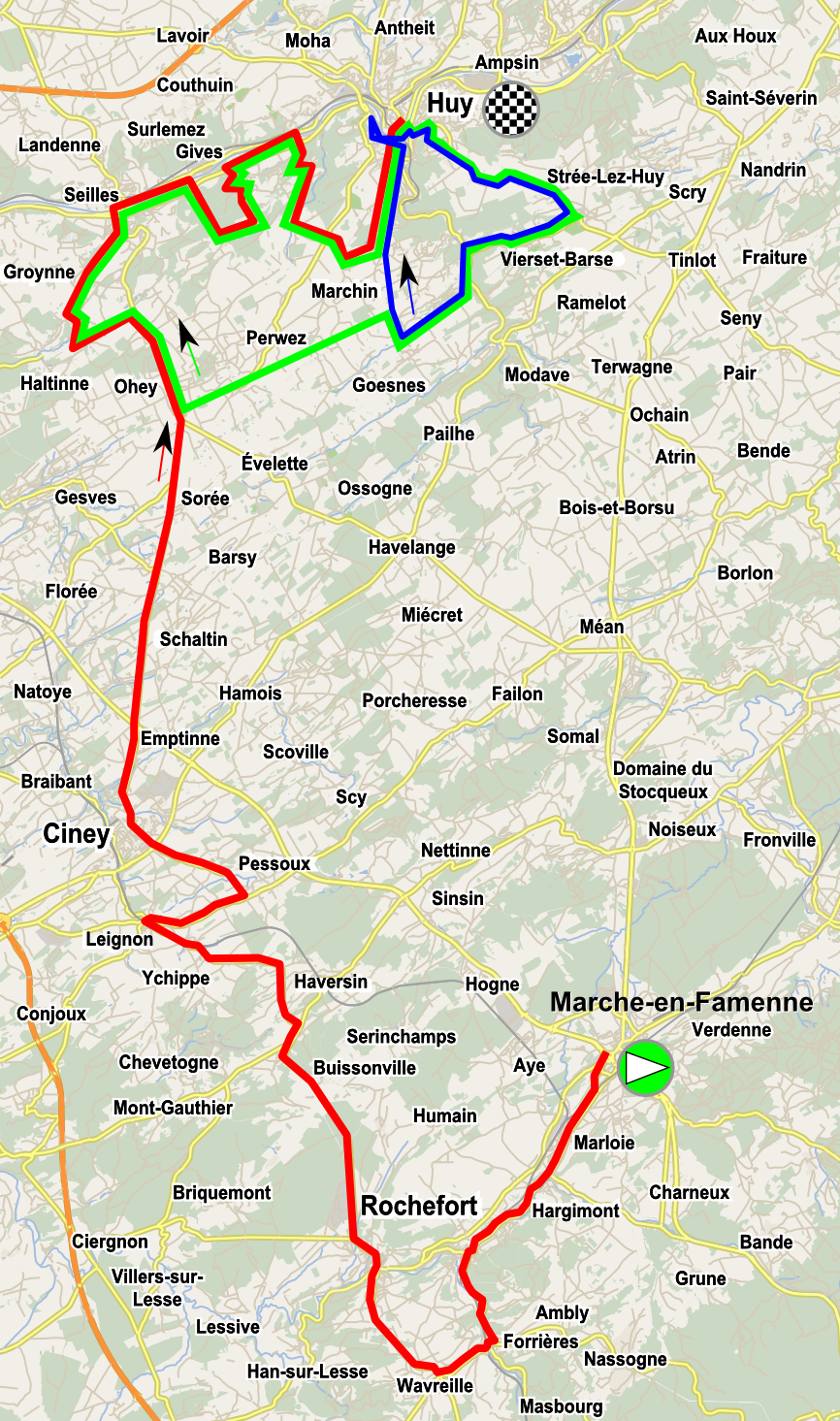
Vue d'ensemble
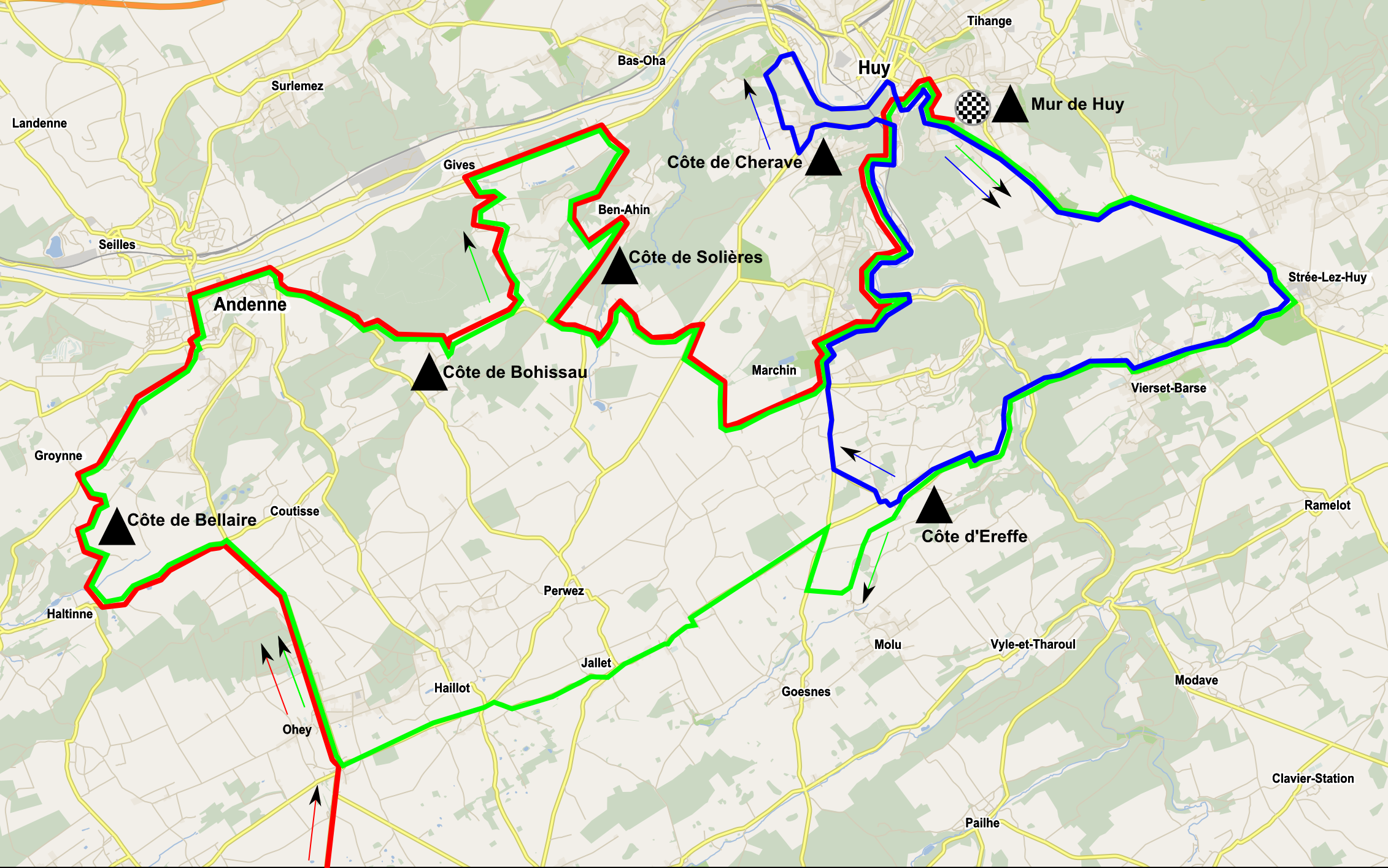
Circuits

Le parcours est légèrement modifié par rapport à l'édition 2015. Le départ est déplacé à Marche-en-Famenne et la côte des 36 tournants est remplacée par deux ascensions de la côte de Solières, juste après la côte de Bohissau dans le grand circuit final. La dernière partie décisive de la course, cependant, reste inchangé. La course comprend douze ascensions classées, dont trois ascensions du Mur de Huy.
Après avoir commencé la course à Marche-en-Famenne, les coureurs se déplacent vers le sud, avant de tourner vers le nord après 13 km en passant par Rochefort. Il y a alors un parcours plat de 50 km qui a amène le peloton à Ohey, où les coureurs entrent dans une série de circuits autour de Huy. La première ascension est la côte de Bellaire après 67 km, suivies par la côte de Bohissau, la côte de Solières et la première ascension du Mur de Huy, qui arrive avec 101 km, alors qu'il reste 95 km. Le prochain circuit emmène les coureurs au sud-est de Huy, à travers la côte d'Ereffe, et de retour à Ohey. Ils suivent ensuite la même séquence vallonnée avec la côte de Bellaire, la côte de Bohissau, la côte de Solières et le Mur de Huy. La deuxième ascension du Mur intervient alors qu'il reste 29 km à parcourir[réf. incomplète],[réf. incomplète].
Le circuit final ramène les coureurs en arrière, à travers la côte d'Ereffe pour la deuxième fois, puis vers le nord sur un parcours plus court jusqu'à Huy. Après être rentré dans la ville, les coureurs font un détour pour grimper la côte de Cherave, une montée de 1,3 km à une pente moyenne de 8,1 %. Le sommet est placé à 5,5 km de l'arrivée. Après la descente, les coureurs grimpent le Mur de Huy pour la troisième fois, avec la ligne d'arrivée située au sommet de la montée. Le Mur de Huy est une montée de 1,3 km à une pente moyenne de 9,6 %[réf. incomplète].
Douze côtes sont répertoriées pour cette édition :
| Num | Nom              | km    | Longueur (m) | Pente moyenne | km de l'arrivée |
| --- | ---------------- | ----- | ------------ | ------------- | --------------- |
| 1   | Côte de Bellaire | 67    | 1 000        | 6,3 %         | 129             |
| 2   | Côte de Bohissau | 74    | 1 300        | 7,6 %         | 122             |
| 3   | Côte de Solières | 87    | 4 300        | 4 %           | 109             |
| 4   | Mur de Huy       | 101   | 1 300        | 9,6 %         | 95              |
| 5   | Côte d'Ereffe    | 114   | 2 100        | 5 %           | 82              |
| 6   | Côte de Bellaire | 133   | 1 000        | 6,3 %         | 63              |
| 7   | Côte de Bohissau | 140   | 1 300        | 7,6 %         | 56              |
| 8   | Côte de Solières | 153   | 4 300        | 4 %           | 43              |
| 9   | Mur de Huy       | 167   | 1 300        | 9,6 %         | 29              |
| 10  | Côte d'Ereffe    | 189   | 2 100        | 5 %           | 16,5            |
| 11  | Côte de Cherave  | 190,5 | 1 300        | 8,1 %         | 5,5             |
| 12  | Mur de Huy       | 196   | 1 300        | 9,6 %         | 0               |

### Équipes
En tant qu'épreuve World Tour, les dix-huit WorldTeams participent à la course. De plus l'organisateur a invité sept autres équipes.
Vingt-cinq équipes participent à cette Flèche wallonne - dix-huit WorldTeams et sept équipes continentales professionnelles :
| UCI WorldTeams   | UCI WorldTeams | UCI WorldTeams |
| Nom de l'équipe  | Pays           | Code           |
| ---------------- | -------------- | -------------- |
| AG2R La Mondiale | France         | ALM            |
| Astana           | Kazakhstan     | AST            |
| BMC Racing       | États-Unis     | BMC            |
| Cannondale       | États-Unis     | CPT            |
| Dimension Data   | Afrique du Sud | DDD            |
| Etixx-Quick Step | Belgique       | EQS            |
| FDJ              | France         | FDJ            |
| Giant-Alpecin    | Allemagne      | TGA            |
| IAM              | Suisse         | IAM            |
| Katusha          | Russie         | KAT            |
| Lampre-Merida    | Italie         | LAM            |
| Lotto NL-Jumbo   | Pays-Bas       | TLJ            |
| Lotto-Soudal     | Belgique       | LTS            |
| Movistar         | Espagne        | MOV            |
| Orica-GreenEDGE  | Australie      | OGE            |
| Sky              | Royaume-Uni    | SKY            |
| Tinkoff          | Russie         | TNK            |
| Trek-Segafredo   | États-Unis     | TFS            |

| Équipes continentales professionnelles | Équipes continentales professionnelles | Équipes continentales professionnelles |
| Nom de l'équipe                        | Pays                                   | Code                                   |
| -------------------------------------- | -------------------------------------- | -------------------------------------- |
| Cofidis                                | France                                 | COF                                    |
| Delko-Marseille Provence-KTM           | France                                 | DMP                                    |
| Fortuneo-Vital Concept                 | France                                 | FVC                                    |
| Roompot-Oranje Peloton                 | Pays-Bas                               | ROP                                    |
| Stölting Service Group                 | Allemagne                              | SSG                                    |
| Topsport Vlaanderen-Baloise            | Belgique                               | TSV                                    |
| Wanty-Groupe Gobert                    | Belgique                               | WGG                                    |

### Favoris

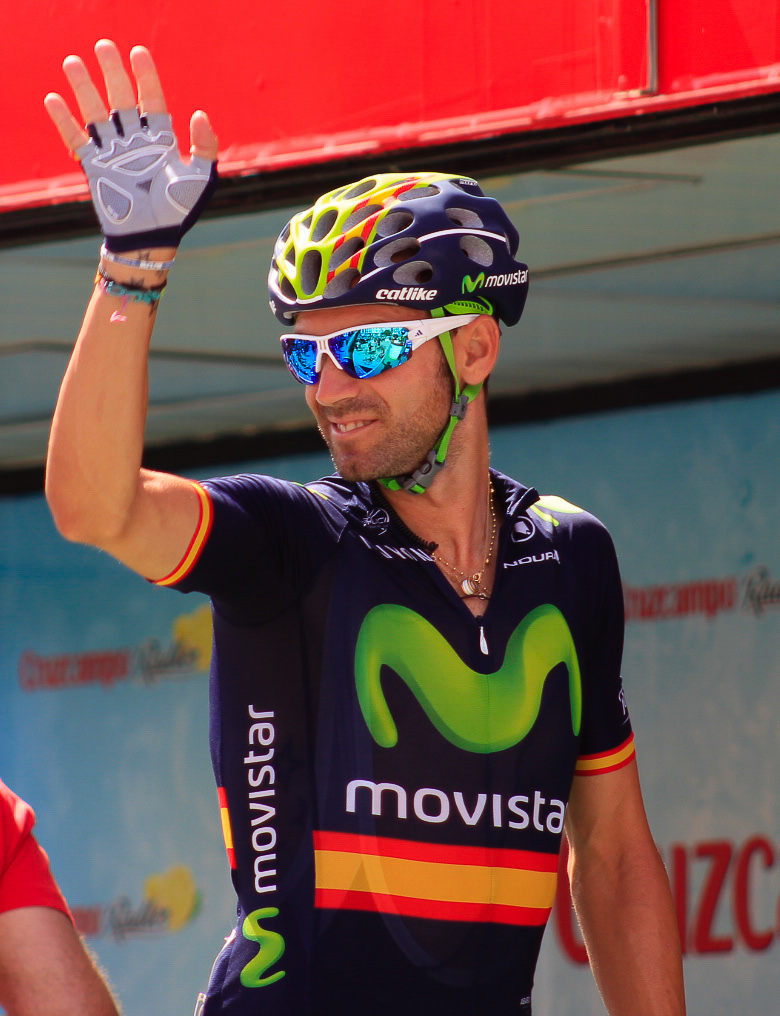
L'Espagnol Alejandro Valverde (Movistar), double tenant du titre, est le grand favori de la course.

La Flèche wallonne fait partie des classiques ardennaises. Celles-ci commencent par l'Amstel Gold Race, remportée en 2016 par l'Italien Enrico Gasparotto (Wanty-Groupe Gobert) et se terminent le week-end suivant avec Liège-Bastogne-Liège. La Flèche wallonne est positionnée au milieu de la semaine. Les trois courses sont caractérisées par de courtes montées raides, en particulier vers la fin de chaque course et conviennent aux puncheurs.
Le tenant du titre et favori pour la course est l'Espagnol Alejandro Valverde (Movistar). Il a remporté la course en 2006, 2014 et donc 2015. Aucun coureur n'a jamais gagné plus de trois éditions de La Flèche wallonne. Alejandro Valverde est dans une forme solide après sa victoire lors du Tour de Castille-et-León le week-end précédent, bien qu'il se soit préparé pour cibler le Tour d'Italie plutôt que les classiques ardennaises. Son équipe comprend notamment son compatriote Daniel Moreno, vainqueur de la course en 2013,,.
Deux autres anciens vainqueurs de la course sont sur la liste de départ, le Belge Philippe Gilbert (BMC Racing), vainqueur en 2011, et un autre Espagnol Joaquim Rodríguez (Katusha), vainqueur en 2012. Les deux coureurs ne sont cependant pas dans une condition optimale. Philippe Gilbert a un doigt cassé à la suite d'une altercation avec un automobiliste lors d'un entrainement et a souffert pendant la récente Amstel Gold Race. Le responsable de son équipe considère que le Belge n'est « certainement pas ici comme l'un des favoris ». Joaquim Rodríguez, quant à lui, a abandonné l'Amstel Gold Race en raison d'une mauvaise chute.
Les autres coureurs considérés comme potentiel vainqueur sont le Français Julian Alaphilippe et son coéquipier l'Irlandais Daniel Martin (Etixx-Quick Step), le Suisse Michael Albasini (Orica-GreenEDGE) et le Colombien Sergio Henao (Sky),. Cependant, le matin de la course, l'UCI a ouvert une procédure contre ce dernier, en raison d'anomalies sur son passeport biologique. Son équipe l'a donc retiré de toutes les courses et il n'a pas pris le départ de La Flèche wallonne.

## Récit de la course
Il faut plus d'une heure pour une qu'échappée réussisse à se former, après une première heure à 45 km/h de moyenne. Finalement, un groupe de dix coureurs compose l'échappée, à l’initiative d'une attaque du Britannique Steve Cummings (Dimension Data). Il est suivi par huit autres coureurs que sont les Belges Tosh Van der Sande (Lotto-Soudal) et Sander Helven (Topsport Vlaanderen-Baloise), le Suisse Silvan Dillier (BMC Racing), le Français Quentin Pacher (Delko-Marseille Provence-KTM), le Norvégien Vegard Stake Laengen (IAM), l'Italien Matteo Bono (Lampre-Merida), le Néerlandais Koen Bouwman (Lotto NL-Jumbo) et l'Américain Kiel Reijnen (Trek-Segafredo). Ils sont ensuite rejoints par le Danois Mads Pedersen (Stölting Service Group). Alors que la mi-course est franchie, l'échappée possède une avance de plus de trois minutes. Koen Bouwman est le premier coureur à franchir la ligne d'arrivée sur la première ascension du Mur de Huy,.
Le peloton est emmené par plusieurs équipes. À 63 km de l'arrivée, l'écart est ramené à un peu plus de deux minutes. Lors de la deuxième montée de la côte de Bohissau, Matteo Bono et Tosh Van der Sande attaquent, suivi seulement par Steve Cummings et Silvan Dillier. Environ 15 km plus tard, dans la côte de Solières, le Luxembourgeois Fränk Schleck (Trek-Segafredo) chute dans le peloton et est obligé de se retirer de la course, en raison d'une fracture de la clavicule. Lors de l'avant-dernière ascension du Mur de Huy, Silvan Dillier attaque avec Steve Cummings. Le duo conserve une avance d'une minute sur le peloton. Steve Cummings part seul au sommet de la montée et obtient brièvement 55 secondes d'avance, mais le peloton emmené par la formation espagnole Movistar et la russe Katusha le rejoint à 18 km de l'arrivée,.
L'attaque suivante a lieu dans la côte d'Ereffe par le Luxembourgeois Bob Jungels (Etixx-Quick Step), l'Autrichien Georg Preidler (Giant-Alpecin) et l'Espagnol Ion Izagirre (Movistar). Le trio est brièvement pris en chasse par un groupe comprenant le Français Mikaël Cherel (AG2R La Mondiale), le Belge Jurgen Van den Broeck (Katusha), l'Italien Giovanni Visconti (Movistar), le Suisse Michael Albasini (Orica-GreenEDGE) et le Néerlandais Wout Poels (Sky). Le groupe est pris en poursuite par l'équipe russe Tinkoff à 7 km du final. Georg Preidler est lâché dans la côte de Cherave, alors que le Belge Tim Wellens (Lotto-Soudal) sort du peloton et rattrape les leaders de la course. La formation belge Etixx-Quick Step emmène le peloton et le groupe est rejoint au pied du Mur de Huy.
Sur la montée finale, l'Espagnol Alejandro Valverde (Movistar) se positionne à l'avant du peloton pour contrôler les attaques. son compatriote Joaquim Rodríguez (Katusha) tente de s'échapper au groupe, sans succès. Il est dépassé par l'Irlandais Daniel Martin (Etixx-Quick Step), avec Alejandro Valverde qui le suit dans la roue jusqu'au derniers 300 m. L'Espagnol attaque et, bien qu'il soit suivi par le Français Julian Alaphilippe (Etixx-Quick Step), termine confortablement en avance sur le reste du groupe pour s'adjuger sa troisième victoire consécutive sur la Flèche wallonne. Julian Alaphilippe termine deuxième et Daniel Martin troisième, dans le même temps que le vainqueur. Wout Poels se classe quatrième, quatre secondes derrière, tandis que l'Italien Enrico Gasparotto (Wanty-Groupe Gobert) est le premier d'un groupe de neuf coureurs arrivé cinq secondes derrière Alejandro Valverde,.

## Réactions
La performance de l'Espagnol Alejandro Valverde (Movistar) est décrite comme « une master class sur la façon de courir le Mur de Huy » par VeloNews, qui le considère comme le « Roi du Mur ». Alejandro Valverde a déclaré qu'être le seul recordman de victoires sur la course est «un véritable honneur ». Il a remercié son équipe et surtout l'Italien Giovanni Visconti pour avoir mené un rythme soutenu avant le début de la montée, afin de le placer dans la position idéale. Il raconte qu'il était convaincu que, s'il accélérait dans la dernière partie de l'ascension, il serait en mesure de conserver un écart jusqu'à de la ligne d'arrivée.
Le Français Julian Alaphilippe (Etixx-Quick Step) a frappé son guidon de frustration après avoir terminé deuxième, mais a ensuite reconnu qu'il est satisfait de son résultat. Il déclare avoir été déçu dans un premier temps, puis s'être rendu compte qu'avec deux secondes places en deux ans, qu'il peut gagner la course dans le futur. Julian Alaphilippe a rappelé en particulier que son hiver avait été affectée par une mononucléose, mais que cela avait été mal pour un bien, car cela lui a permis de se reposer et travailler dur pour les classiques ardennaises. Son coéquipier, l'Irlandais Daniel Martin, quant à lui, a déclaré avoir effectué une meilleure montée que lors des éditions précédentes et qu'il pensait pouvoir gagner. Il a cependant reconnu qu'Alejandro Valverde, était « juste plus fort ».

## Classements

### Classement final
| Classement final | Classement final   | Classement final | Classement final    | Classement final   |
|                  | Coureur            | Pays             | Équipe              | Temps              |
| ---------------- | ------------------ | ---------------- | ------------------- | ------------------ |
| 1er              | Alejandro Valverde | Espagne          | Movistar            | en 4 h 43 min 57 s |
| 2e               | Julian Alaphilippe | France           | Etixx-Quick Step    | + 0 s              |
| 3e               | Daniel Martin      | Irlande          | Etixx-Quick Step    | + 0 s              |
| 4e               | Wout Poels         | Pays-Bas         | Sky                 | + 4 s              |
| 5e               | Enrico Gasparotto  | Italie           | Wanty-Groupe Gobert | + 5 s              |
| 6e               | Samuel Sánchez     | Espagne          | BMC Racing          | + 5 s              |
| 7e               | Michael Albasini   | Suisse           | Orica-GreenEDGE     | + 5 s              |
| 8e               | Diego Ulissi       | Italie           | Lampre-Merida       | + 5 s              |
| 9e               | Warren Barguil     | France           | Giant-Alpecin       | + 5 s              |
| 10e              | Rui Costa          | Portugal         | Lampre-Merida       | + 5 s              |
| modifier         |                    |                  |                     |                    |

### UCI World Tour
Cette Flèche wallonne attribue des points pour l'UCI World Tour 2016, par équipes uniquement aux équipes ayant un label WorldTeam, individuellement uniquement aux coureurs des équipes ayant un label WorldTeam.
| Position           | 1er | 2e | 3e | 4e | 5e | 6e | 7e | 8e | 9e | 10e |
| Classement général | 80  | 60 | 50 | 40 | 30 | 22 | 14 | 10 | 6  | 2   |

Ainsi Alejandro Valverde (1er) remporte 80 points, Julian Alaphilippe (2e) 60 pts, Daniel Martin (3e) 50 pts, Wout Poels (4e) 40 pts, Samuel Sánchez (6e) 22 pts, Michael Albasini (7e) 14 pts, Diego Ulissi (8e) 10 pts, Warren Barguil (9e) 6 pts et Rui Costa (10e) 2 pts. De plus Enrico Gasparotto (5e) ne remporte pas de points car il ne fait pas partie d'équipes WorldTeams.

#### Classement individuel
Ci-dessous, le classement individuel de l'UCI World Tour à l'issue de la course.
| Rang | Coureur           | Équipe           | Points |
| ---- | ----------------- | ---------------- | ------ |
| 1    | Peter Sagan       | Tinkoff          | 329    |
| 2    | Alberto Contador  | Tinkoff          | 280    |
| 3    | Richie Porte      | BMC Racing       | 222    |
| 4    | Sergio Henao      | Sky              | 204    |
| 5    | Sep Vanmarcke     | Lotto NL-Jumbo   | 201    |
| 6    | Nairo Quintana    | Movistar         | 178    |
| 7    | Fabian Cancellara | Trek-Segafredo   | 166    |
| 8    | Greg Van Avermaet | BMC Racing       | 162    |
| 9    | Arnaud Démare     | FDJ              | 137    |
| 10   | Daniel Martin     | Etixx-Quick Step | 126    |

#### Classement par pays
Ci-dessous, le classement par pays de l'UCI World Tour à l'issue de la course ainsi que le classement actualisé à la suite de l'annulation des résultats du Britannique Simon Yates (Orica-GreenEDGE) sur Paris-Nice.
| Rang | Pays        | Points |
| ---- | ----------- | ------ |
| 1    | Australie   | 579    |
| 2    | Belgique    | 557    |
| 3    | Espagne     | 533    |
| 4    | Colombie    | 416    |
| 5    | France      | 403    |
| 6    | Royaume-Uni | 397    |
| 7    | Slovaquie   | 329    |
| 8    | Suisse      | 252    |
| 9    | Norvège     | 158    |
| 10   | Russie      | 155    |

| Rang | Pays        | Points |
| ---- | ----------- | ------ |
| 1    | Australie   | 579    |
| 2    | Belgique    | 557    |
| 3    | Espagne     | 533    |
| 4    | Colombie    | 416    |
| 5    | France      | 403    |
| 6    | Royaume-Uni | 386    |
| 7    | Slovaquie   | 329    |
| 8    | Suisse      | 252    |
| 9    | Norvège     | 158    |
| 10   | Russie      | 155    |

#### Classement par équipes
Ci-dessous, le classement par équipes de l'UCI World Tour à l'issue de la course ainsi que le classement actualisé à la suite de l'annulation des résultats du Britannique Simon Yates (Orica-GreenEDGE) sur Paris-Nice.
| Rang | Équipe           | Points |
| ---- | ---------------- | ------ |
| 1    | Tinkoff          | 741    |
| 2    | Sky              | 622    |
| 3    | BMC Racing       | 512    |
| 4    | Etixx-Quick Step | 415    |
| 5    | Movistar         | 390    |
| 6    | FDJ              | 323    |
| 7    | Katusha          | 323    |
| 8    | Orica-GreenEDGE  | 313    |
| 9    | Trek-Segafredo   | 214    |
| 10   | Lotto NL-Jumbo   | 213    |

| Rang | Équipe           | Points |
| ---- | ---------------- | ------ |
| 1    | Tinkoff          | 741    |
| 2    | Sky              | 622    |
| 3    | BMC Racing       | 512    |
| 4    | Etixx-Quick Step | 415    |
| 5    | Movistar         | 390    |
| 6    | FDJ              | 323    |
| 7    | Katusha          | 323    |
| 8    | Orica-GreenEDGE  | 296    |
| 9    | Trek-Segafredo   | 214    |
| 10   | Lotto NL-Jumbo   | 213    |

## Liste des participants
- Liste de départ complète

| Légende | Légende                                                                    | Légende | Légende                                                    |
| ------- | -------------------------------------------------------------------------- | ------- | ---------------------------------------------------------- |
| Num     | Dossard de départ porté par le coureur sur cette Amstel Gold Race          | Pos     | Position à l'arrivée de la course                          |
|         | Indique un maillot de champion national ou mondial, suivi de sa spécialité | NP      | Indique un coureur qui n'a pas pris le départ de la course |
| AB      | Indique un coureur qui n'a pas terminé la course                           | HD      | Indique un coureur qui a terminé la course hors des délais |

| Movistar MOV                          | Movistar MOV                     | Movistar MOV |
| ------------------------------------- | -------------------------------- | ------------ |
| Num                                   | Coureur                          | Pos          |
| 1                                     | Alejandro Valverde (ESP) (Route) | 1er          |
| 2                                     | Carlos Betancur (COL)            | 109e         |
| 3                                     | Imanol Erviti (ESP)              | AB           |
| 4                                     | Rubén Fernández Andújar (ESP)    | 110e         |
| 5                                     | Ion Izagirre (ESP)               | 64e          |
| 6                                     | Daniel Moreno (ESP)              | 37e          |
| 7                                     | Rory Sutherland (AUS)            | 143e         |
| 8                                     | Giovanni Visconti (ITA)          | 49e          |
| Directeur sportif : José Luis Arrieta |                                  |              |

| Etixx-Quick Step EQS               | Etixx-Quick Step EQS      | Etixx-Quick Step EQS |
| ---------------------------------- | ------------------------- | -------------------- |
| Num                                | Coureur                   | Pos                  |
| 11                                 | Julian Alaphilippe (FRA)  | 2e                   |
| 12                                 | Gianluca Brambilla (ITA)  | 84e                  |
| 13                                 | David de la Cruz (ESP)    | 68e                  |
| 14                                 | Laurens De Plus (BEL)     | 58e                  |
| 15                                 | Bob Jungels (LUX) (Route) | 66e                  |
| 16                                 | Daniel Martin (IRL)       | 3e                   |
| 17                                 | Pieter Serry (BEL)        | 57e                  |
| 18                                 | Petr Vakoč (CZE) (Route)  | 107e                 |
| Directeur sportif : Rik Van Slycke |                           |                      |

| Orica-GreenEDGE OGE               | Orica-GreenEDGE OGE           | Orica-GreenEDGE OGE |
| --------------------------------- | ----------------------------- | ------------------- |
| Num                               | Coureur                       | Pos                 |
| 21                                | Michael Albasini (SUI)        | 7e                  |
| 22                                | Jack Haig (AUS)               | 79e                 |
| 23                                | Mathew Hayman (AUS)           | 144e                |
| 24                                | Christopher Juul Jensen (DEN) | 117e                |
| 25                                | Jens Keukeleire (BEL)         | AB                  |
| 26                                | Michael Matthews (AUS)        | 21e                 |
| 27                                | Christian Meier (CAN)         | 78e                 |
| 28                                | Adam Yates (GBR)              | AB                  |
| Directeur sportif : Matthew White |                               |                     |

| Katusha KAT                      | Katusha KAT                 | Katusha KAT |
| -------------------------------- | --------------------------- | ----------- |
| Num                              | Coureur                     | Pos         |
| 31                               | Joaquim Rodríguez (ESP)     | 28e         |
| 32                               | Sven Erik Bystrøm (NOR)     | 126e        |
| 33                               | Sergey Chernetskiy (RUS)    | 99e         |
| 34                               | Alberto Losada (ESP)        | 100e        |
| 35                               | Tiago Machado (POR)         | 101e        |
| 36                               | Alexey Tsatevitch (RUS)     | 149e        |
| 37                               | Jurgen Van den Broeck (BEL) | 102e        |
| 38                               | Ángel Vicioso (ESP)         | 88e         |
| Directeur sportif : José Azevedo |                             |             |

| AG2R La Mondiale ALM              | AG2R La Mondiale ALM    | AG2R La Mondiale ALM |
| --------------------------------- | ----------------------- | -------------------- |
| Num                               | Coureur                 | Pos                  |
| 41                                | Pierre Latour (FRA)     | 19e                  |
| 42                                | Jan Bakelants (BEL)     | 22e                  |
| 43                                | Mikaël Cherel (FRA)     | 51e                  |
| 44                                | Ben Gastauer (LUX)      | 97e                  |
| 45                                | Cyril Gautier (FRA)     | 52e                  |
| 46                                | Sébastien Minard (FRA)  | 128e                 |
| 47                                | Matteo Montaguti (ITA)  | 116e                 |
| 48                                | Christophe Riblon (FRA) | AB                   |
| Directeur sportif : Julien Jurdie |                         |                      |

| Sky SKY                            | Sky SKY                    | Sky SKY |
| ---------------------------------- | -------------------------- | ------- |
| Num                                | Coureur                    | Pos     |
| 51                                 | Sergio Henao (COL)         | NP      |
| 52                                 | Michał Gołaś (POL)         | 112e    |
| 53                                 | Sebastián Henao (COL)      | 74e     |
| 54                                 | Lars Petter Nordhaug (NOR) | 159e    |
| 55                                 | Wout Poels (NED)           | 4e      |
| 56                                 | Salvatore Puccio (ITA)     | 115e    |
| 57                                 | Ben Swift (GBR)            | 105e    |
| 58                                 | Danny van Poppel (NED)     | AB      |
| Directeur sportif : Nicolas Portal |                            |         |

| Astana AST                         | Astana AST              | Astana AST |
| ---------------------------------- | ----------------------- | ---------- |
| Num                                | Coureur                 | Pos        |
| 61                                 | Diego Rosa (ITA)        | 20e        |
| 62                                 | Dario Cataldo (ITA)     | AB         |
| 63                                 | Andriy Grivko (UKR)     | 45e        |
| 65                                 | Alexey Lutsenko (KAZ)   | 148e       |
| 67                                 | Luis León Sánchez (ESP) | 31e        |
| 68                                 | Paolo Tiralongo (ITA)   | 86e        |
| 69                                 | Lieuwe Westra (NED)     | AB         |
| 70                                 | Andrey Zeits (KAZ)      | 32e        |
| Directeur sportif : Stefano Zanini |                         |            |

| Cannondale CPT                       | Cannondale CPT          | Cannondale CPT |
| ------------------------------------ | ----------------------- | -------------- |
| Num                                  | Coureur                 | Pos            |
| 71                                   | Tom-Jelte Slagter (NED) | 36e            |
| 72                                   | Simon Clarke (AUS)      | 48e            |
| 73                                   | Lawson Craddock (USA)   | 121e           |
| 74                                   | Alex Howes (USA)        | 82e            |
| 75                                   | Benjamin King (USA)     | 123e           |
| 76                                   | Toms Skujiņš (LAT)      | 147e           |
| 77                                   | Michael Woods (CAN)     | 12e            |
| 80                                   | Nathan Brown (USA)      | 77e            |
| Directeur sportif : Eric Van Lancker |                         |                |

| Lotto NL-Jumbo TLJ                | Lotto NL-Jumbo TLJ       | Lotto NL-Jumbo TLJ |
| --------------------------------- | ------------------------ | ------------------ |
| Num                               | Coureur                  | Pos                |
| 81                                | Wilco Kelderman (NED)    | 13e                |
| 82                                | Enrico Battaglin (ITA)   | 67e                |
| 84                                | Koen Bouwman (NED)       | 161e               |
| 85                                | Robert Gesink (NED)      | 15e                |
| 86                                | Bert-Jan Lindeman (NED)  | 130e               |
| 87                                | Paul Martens (GER)       | 113e               |
| 88                                | Alexey Vermeulen (USA)   | 131e               |
| 89                                | Victor Campenaerts (BEL) | 69e                |
| Directeur sportif : Merijn Zeeman |                          |                    |

| Tinkoff TNK                          | Tinkoff TNK                 | Tinkoff TNK |
| ------------------------------------ | --------------------------- | ----------- |
| Num                                  | Coureur                     | Pos         |
| 91                                   | Roman Kreuziger (CZE)       | 11e         |
| 92                                   | Pavel Brutt (RUS)           | 132e        |
| 93                                   | Robert Kišerlovski (CRO)    | 41e         |
| 94                                   | Evgueni Petrov (RUS)        | AB          |
| 95                                   | Paweł Poljański (POL)       | 93e         |
| 96                                   | Ivan Rovny (RUS)            | 98e         |
| 97                                   | Yury Trofimov (RUS) (Route) | 89e         |
| 98                                   | Michael Valgren (DEN)       | 96e         |
| Directeur sportif : Bruno Cenghialta |                             |             |

| BMC Racing BMC                   | BMC Racing BMC             | BMC Racing BMC |
| -------------------------------- | -------------------------- | -------------- |
| Num                              | Coureur                    | Pos            |
| 101                              | Philippe Gilbert (BEL)     | 91e            |
| 102                              | Alessandro De Marchi (ITA) | 114e           |
| 103                              | Silvan Dillier (SUI)       | 136e           |
| 104                              | Ben Hermans (BEL)          | 42e            |
| 105                              | Stefan Küng (SUI)          | 134e           |
| 106                              | Samuel Sánchez (ESP)       | 6e             |
| 107                              | Dylan Teuns (BEL)          | 30e            |
| 108                              | Loïc Vliegen (BEL)         | 92e            |
| Directeur sportif : Valerio Piva |                            |                |

| Wanty-Groupe Gobert WGG                      | Wanty-Groupe Gobert WGG  | Wanty-Groupe Gobert WGG |
| -------------------------------------------- | ------------------------ | ----------------------- |
| Num                                          | Coureur                  | Pos                     |
| 111                                          | Enrico Gasparotto (ITA)  | 5e                      |
| 112                                          | Jérôme Baugnies (BEL)    | AB                      |
| 113                                          | Gaëtan Bille (BEL)       | 85e                     |
| 114                                          | Guillaume Martin (FRA)   | 62e                     |
| 115                                          | Mark McNally (GBR)       | AB                      |
| 116                                          | Marco Minnaard (NED)     | AB                      |
| 117                                          | Björn Thurau (GER)       | 34e                     |
| 118                                          | Frederik Veuchelen (BEL) | AB                      |
| Directeur sportif : Hilaire Van der Schueren |                          |                         |

| Fortuneo-Vital Concept FVC            | Fortuneo-Vital Concept FVC         | Fortuneo-Vital Concept FVC |
| ------------------------------------- | ---------------------------------- | -------------------------- |
| Num                                   | Coureur                            | Pos                        |
| 121                                   | Kévin Ledanois (FRA)               | AB                         |
| 122                                   | Jean-Marc Bideau (FRA)             | 140e                       |
| 123                                   | Anthony Delaplace (FRA)            | 59e                        |
| 124                                   | Brice Feillu (FRA)                 | AB                         |
| 125                                   | Armindo Fonseca (FRA)              | 76e                        |
| 126                                   | Julien Loubet (FRA)                | 133e                       |
| 127                                   | Chris Anker Sørensen (DEN) (Route) | 38e                        |
| 128                                   | Florian Vachon (FRA)               | 40e                        |
| Directeur sportif : Sébastien Hinault |                                    |                            |

| IAM                                 | IAM                        | IAM  |
| ----------------------------------- | -------------------------- | ---- |
| Num                                 | Coureur                    | Pos  |
| 131                                 | Jarlinson Pantano (COL)    | 75e  |
| 132                                 | Clément Chevrier (FRA)     | 83e  |
| 134                                 | Stefan Denifl (AUT)        | DSQ  |
| 135                                 | Dries Devenyns (BEL)       | 29e  |
| 136                                 | Vegard Stake Laengen (NOR) | 160e |
| 137                                 | Lawrence Warbasse (USA)    | 95e  |
| 138                                 | Oliver Zaugg (SUI)         | 87e  |
| 140                                 | Marcel Wyss (SUI)          | 73e  |
| Directeur sportif : Kjell Carlström |                            |      |

| Trek-Segafredo TFS               | Trek-Segafredo TFS      | Trek-Segafredo TFS |
| -------------------------------- | ----------------------- | ------------------ |
| Num                              | Coureur                 | Pos                |
| 141                              | Fränk Schleck (LUX)     | AB                 |
| 142                              | Fumiyuki Beppu (JPN)    | 138e               |
| 143                              | Niccolò Bonifazio (ITA) | AB                 |
| 144                              | Laurent Didier (LUX)    | 141e               |
| 146                              | Ryder Hesjedal (CAN)    | 142e               |
| 147                              | Kiel Reijnen (USA)      | 163e               |
| 148                              | Haimar Zubeldia (ESP)   | AB                 |
| 150                              | Peter Stetina (USA)     | 35e                |
| Directeur sportif : Kim Andersen |                         |                    |

| Cofidis COF                     | Cofidis COF             | Cofidis COF |
| ------------------------------- | ----------------------- | ----------- |
| Num                             | Coureur                 | Pos         |
| 151                             | Daniel Navarro (ESP)    | 25e         |
| 152                             | Nicolas Edet (FRA)      | 139e        |
| 153                             | Romain Hardy (FRA)      | 81e         |
| 154                             | Arnold Jeannesson (FRA) | 16e         |
| 155                             | Luis Ángel Maté (ESP)   | 55e         |
| 156                             | Rudy Molard (FRA)       | 17e         |
| 157                             | Julien Simon (FRA)      | 14e         |
| 158                             | Anthony Turgis (FRA)    | 108e        |
| Directeur sportif : Didier Rous |                         |             |

| FDJ                               | FDJ                        | FDJ  |
| --------------------------------- | -------------------------- | ---- |
| Num                               | Coureur                    | Pos  |
| 161                               | Arthur Vichot (FRA)        | 94e  |
| 162                               | William Bonnet (FRA)       | AB   |
| 163                               | Odd Christian Eiking (NOR) | 124e |
| 164                               | Laurent Pichon (FRA)       | 72e  |
| 165                               | Kévin Réza (FRA)           | AB   |
| 166                               | Anthony Roux (FRA)         | AB   |
| 167                               | Jérémy Roy (FRA)           | 44e  |
| 168                               | Benoît Vaugrenard (FRA)    | 125e |
| Directeur sportif : Franck Pineau |                            |      |

| Giant-Alpecin TGA                | Giant-Alpecin TGA         | Giant-Alpecin TGA |
| -------------------------------- | ------------------------- | ----------------- |
| Num                              | Coureur                   | Pos               |
| 171                              | Warren Barguil (FRA)      | 9e                |
| 172                              | Caleb Fairly (USA)        | AB                |
| 173                              | Johannes Fröhlinger (GER) | 151e              |
| 174                              | Simon Geschke (GER)       | 137e              |
| 175                              | Chad Haga (USA)           | 103e              |
| 176                              | Fredrik Ludvigsson (SWE)  | 56e               |
| 177                              | Sam Oomen (NED)           | 39e               |
| 178                              | Georg Preidler (AUT)      | 50e               |
| Directeur sportif : Aike Visbeek |                           |                   |

| Lampre-Merida LAM                    | Lampre-Merida LAM       | Lampre-Merida LAM |
| ------------------------------------ | ----------------------- | ----------------- |
| Num                                  | Coureur                 | Pos               |
| 181                                  | Rui Costa (POR) (Route) | 10e               |
| 182                                  | Matteo Bono (ITA)       | 146e              |
| 183                                  | Valerio Conti (ITA)     | AB                |
| 184                                  | Mário Costa (POR)       | 118e              |
| 185                                  | Louis Meintjes (RSA)    | 26e               |
| 186                                  | Manuele Mori (ITA)      | 53e               |
| 187                                  | Jan Polanc (SLO)        | 111e              |
| 188                                  | Diego Ulissi (ITA)      | 8e                |
| Directeur sportif : Philippe Mauduit |                         |                   |

| Lotto-Soudal LTS                  | Lotto-Soudal LTS                | Lotto-Soudal LTS |
| --------------------------------- | ------------------------------- | ---------------- |
| Num                               | Coureur                         | Pos              |
| 191                               | Tony Gallopin (FRA)             | 47e              |
| 192                               | Sander Armée (BEL)              | 135e             |
| 193                               | Bart De Clercq (BEL)            | 63e              |
| 194                               | Thomas De Gendt (BEL)           | AB               |
| 195                               | Tomasz Marczyński (POL) (Route) | 104e             |
| 196                               | Tosh Van der Sande (BEL)        | 145e             |
| 197                               | Jelle Vanendert (BEL)           | 18e              |
| 198                               | Tim Wellens (BEL)               | 65e              |
| Directeur sportif : Herman Frison |                                 |                  |

| Roompot-Oranje Peloton ROP        | Roompot-Oranje Peloton ROP | Roompot-Oranje Peloton ROP |
| --------------------------------- | -------------------------- | -------------------------- |
| Num                               | Coureur                    | Pos                        |
| 201                               | Pieter Weening (NED)       | 27e                        |
| 202                               | Huub Duyn (NED)            | 33e                        |
| 203                               | Reinier Honig (NED)        | 157e                       |
| 204                               | Johnny Hoogerland (NED)    | 153e                       |
| 205                               | Michel Kreder (NED)        | 70e                        |
| 206                               | Maurits Lammertink (NED)   | 90e                        |
| 207                               | Kai Reus (NED)             | AB                         |
| 208                               | Antwan Tolhoek (NED)       | AB                         |
| Directeur sportif : Erik Breukink |                            |                            |

| Dimension Data DDD             | Dimension Data DDD               | Dimension Data DDD |
| ------------------------------ | -------------------------------- | ------------------ |
| Num                            | Coureur                          | Pos                |
| 211                            | Serge Pauwels (BEL)              | 24e                |
| 212                            | Igor Antón (ESP)                 | 60e                |
| 213                            | Natnael Berhane (ERI) (Route)    | 71e                |
| 214                            | Steve Cummings (GBR)             | 120e               |
| 215                            | Omar Fraile (ESP)                | 154e               |
| 216                            | Jacques Janse van Rensburg (RSA) | AB                 |
| 217                            | Youcef Reguigui (ALG)            | AB                 |
| 218                            | Daniel Teklehaimanot (ERI)       | 127e               |
| Directeur sportif : Jens Zemke |                                  |                    |

| Topsport Vlaanderen-Baloise TSV    | Topsport Vlaanderen-Baloise TSV | Topsport Vlaanderen-Baloise TSV |
| ---------------------------------- | ------------------------------- | ------------------------------- |
| Num                                | Coureur                         | Pos                             |
| 221                                | Preben Van Hecke (BEL) (Route)  | 80e                             |
| 222                                | Floris De Tier (BEL)            | 23e                             |
| 223                                | Tim Declercq (BEL)              | 150e                            |
| 224                                | Sander Helven (BEL)             | 119e                            |
| 225                                | Eliot Lietaer (BEL)             | 46e                             |
| 226                                | Dries Van Gestel (BEL)          | AB                              |
| 227                                | Pieter Vanspeybrouck (BEL)      | 152e                            |
| 228                                | Otto Vergaerde (BEL)            | AB                              |
| Directeur sportif : Hans De Clercq |                                 |                                 |

| Stölting Service Group SSG         | Stölting Service Group SSG | Stölting Service Group SSG |
| ---------------------------------- | -------------------------- | -------------------------- |
| Num                                | Coureur                    | Pos                        |
| 231                                | Linus Gerdemann (GER)      | AB                         |
| 232                                | Gerald Ciolek (GER)        | AB                         |
| 233                                | Lasse Norman Hansen (DEN)  | AB                         |
| 234                                | Thomas Koep (GER)          | AB                         |
| 235                                | Christian Mager (GER)      | 162e                       |
| 236                                | Mads Pedersen (DEN)        | AB                         |
| 237                                | Michael Reihs (DEN)        | 129e                       |
| 238                                | Fabian Wegmann (GER)       | 54e                        |
| Directeur sportif : André Steensen |                            |                            |

| Delko-Marseille Provence-KTM DMP        | Delko-Marseille Provence-KTM DMP | Delko-Marseille Provence-KTM DMP |
| --------------------------------------- | -------------------------------- | -------------------------------- |
| Num                                     | Coureur                          | Pos                              |
| 241                                     | Julien El Fares (FRA)            | 43e                              |
| 242                                     | Romain Combaud (FRA)             | 122e                             |
| 243                                     | Rémy Di Grégorio (FRA)           | 106e                             |
| 244                                     | Daniel Díaz (ARG)                | AB                               |
| 245                                     | Leonardo Duque (COL)             | 155e                             |
| 246                                     | Delio Fernández (ESP)            | 158e                             |
| 247                                     | Yannick Martinez (FRA)           | 156e                             |
| 248                                     | Quentin Pacher (FRA)             | AB                               |
| Directeur sportif : Freddy Lecarpentier |                                  |                                  |